# یواس‌اس وینسنس
| وینسنس                                   | وینسنس                           |
| ---------------------------------------- | -------------------------------- |
| بازگشت ناو وینسنس از خلیج فارس به سن‌دیگو |                                  |
| اطلاعات کلی                              |                                  |
| برگرفته از نام                           | ناو جنگی وینسنس آمریکا (سی‌جی-۴۹) |
| نوع کشتی                                 | ناو                              |
| کلاس                                     | جنگی                             |
| کشور سازنده                              | ایالات متحده آمریکا              |
| تاریخ سفارش                              | ۲۸ اگوست ۱۹۸۱                    |
| تاریخ به آب اندازی                       | ۱۴ آوریل ۱۹۸۴                    |
| ورود به ناوگان                           | ۶ ژوئیه ۱۹۸۵                     |
| مشخصات                                   |                                  |
| طول کشتی                                 | ۵۶۷ فوت (۱۷۳ متر)                |
| پهنای بدنه                               | ۵۵ فوت (۱۷ متر)                  |
| ارتفاع ستون                              | ۳۴ فوت (۱۰ متر)                  |
| بارگیری استاندارد                        | ۹٬۸۰۰ تن                         |
| سرعت                                     | ۳۲٫۵ گره دریایی                  |
| جنگ‌افزارها                               |                                  |
| سرنوشت                                   |                                  |
| تاریخ خروج از خدمت                       | ۲۹ ژوئن ۲۰۰۵                     |
| تاریخ و محل اوراق شدن                    | ۹ ژوئیه ۲۰۱۰ , براونزویل، تگزاس  |

ناو جنگی وینسنس آمریکا (سی‌جی-۴۹) (به انگلیسی: USS Vincennes (CG-49)) از ناوهای جنگی نیروی دریایی آمریکا بود که در سال ۲۰۰۵ از رده خارج و در ۲۰۱۰ اوراق شد.

## پرتاب موشک به هواپیمای مسافربری
این ناو در سال ۱۳۶۷ با شلیک دو موشک باعث سقوط هواپیمای پرواز شماره ۶۵۵ ایران ایر در خلیج‌ فارس شد. در این حادثه تمام ۲۹۰ نفر سرنشین هواپیما کشته شدند.

## نگارخانه

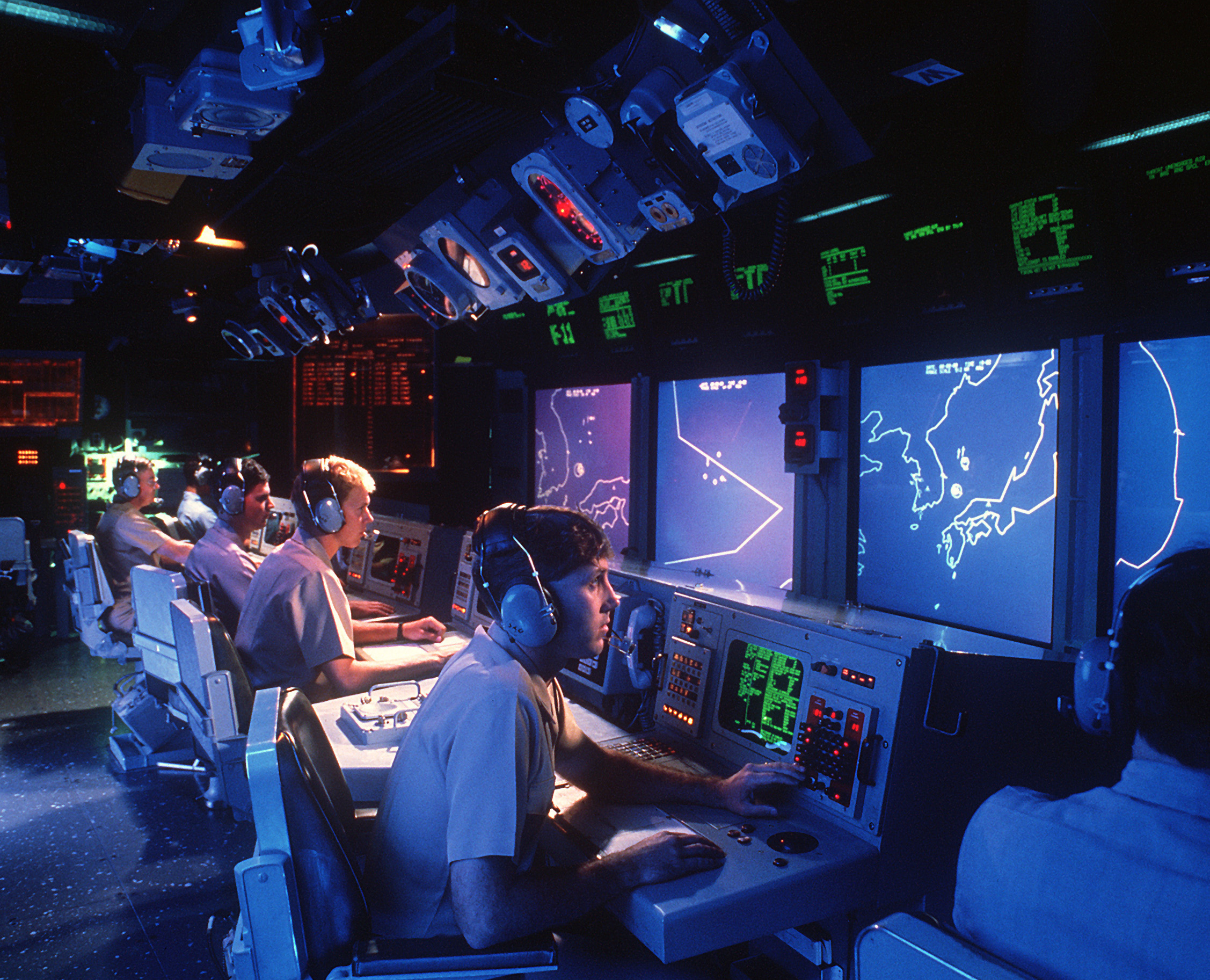
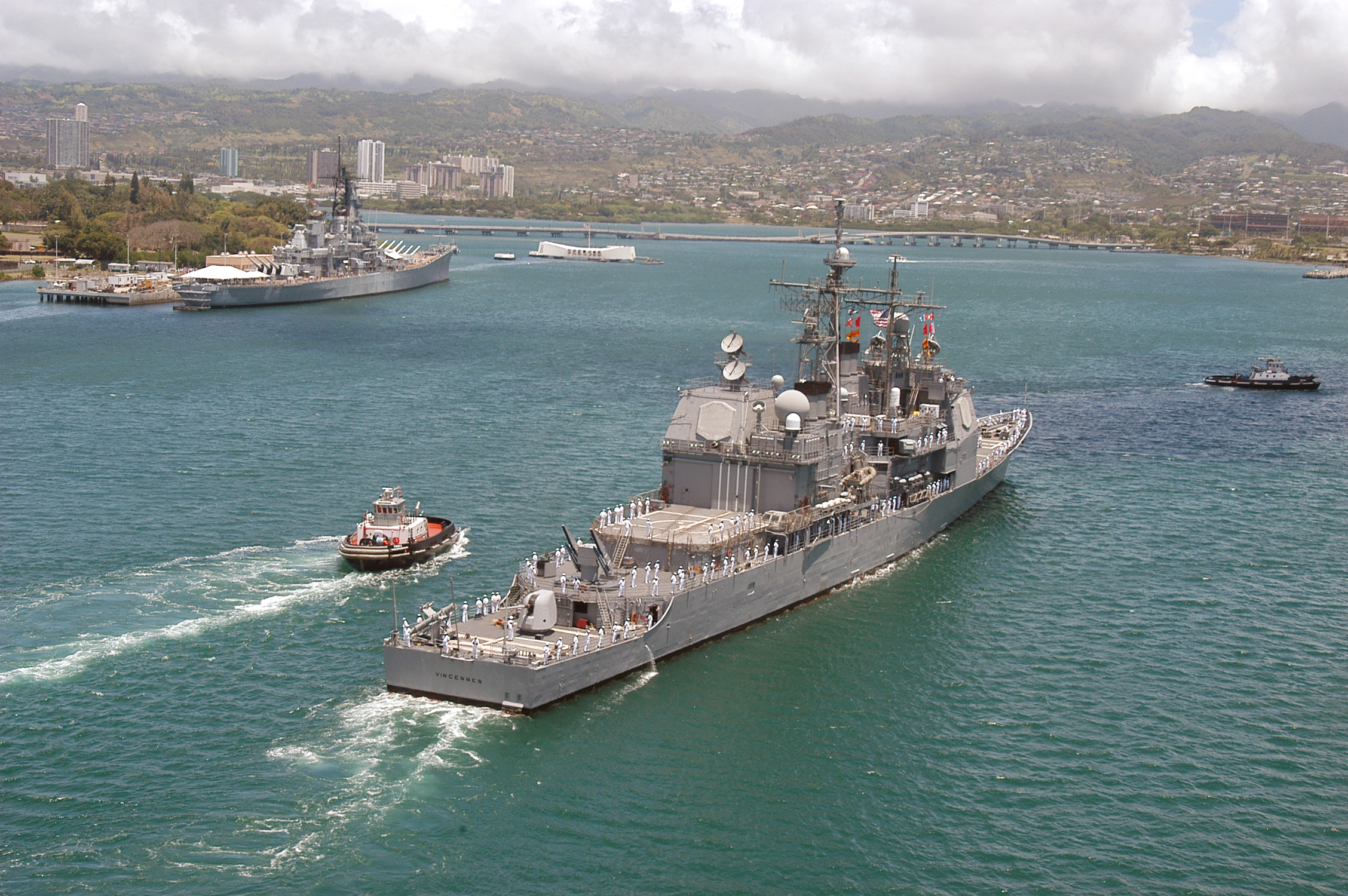
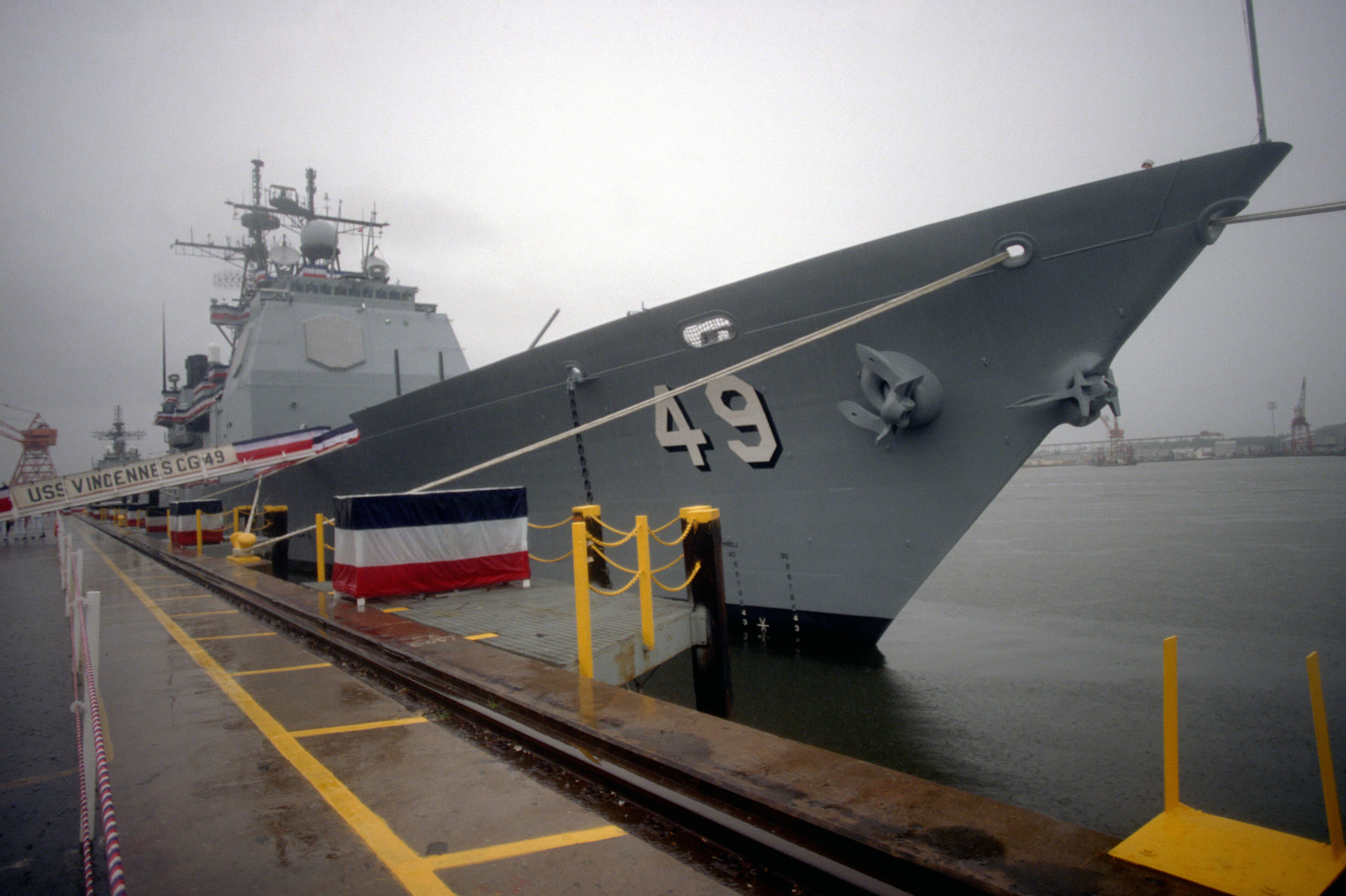
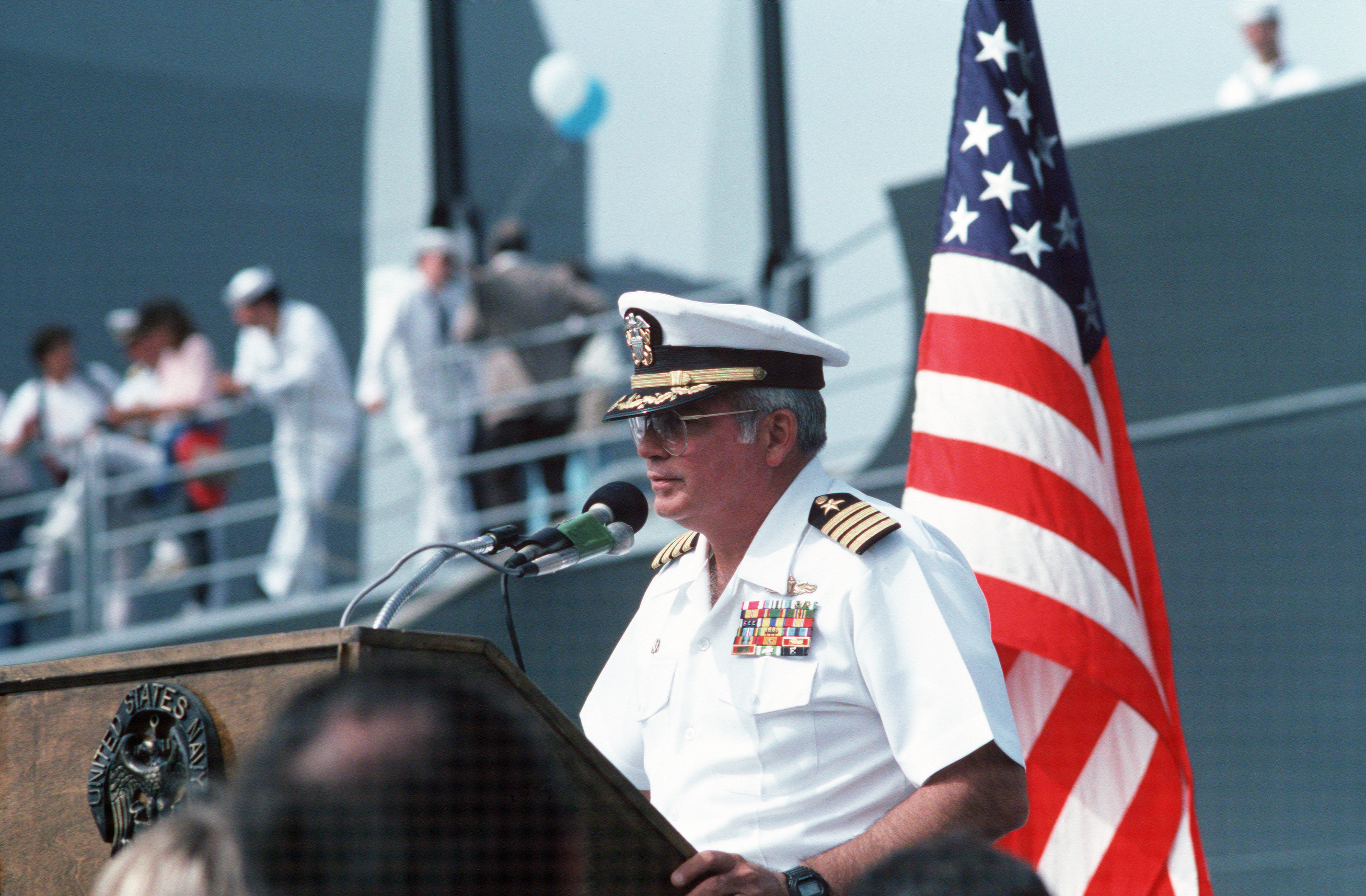
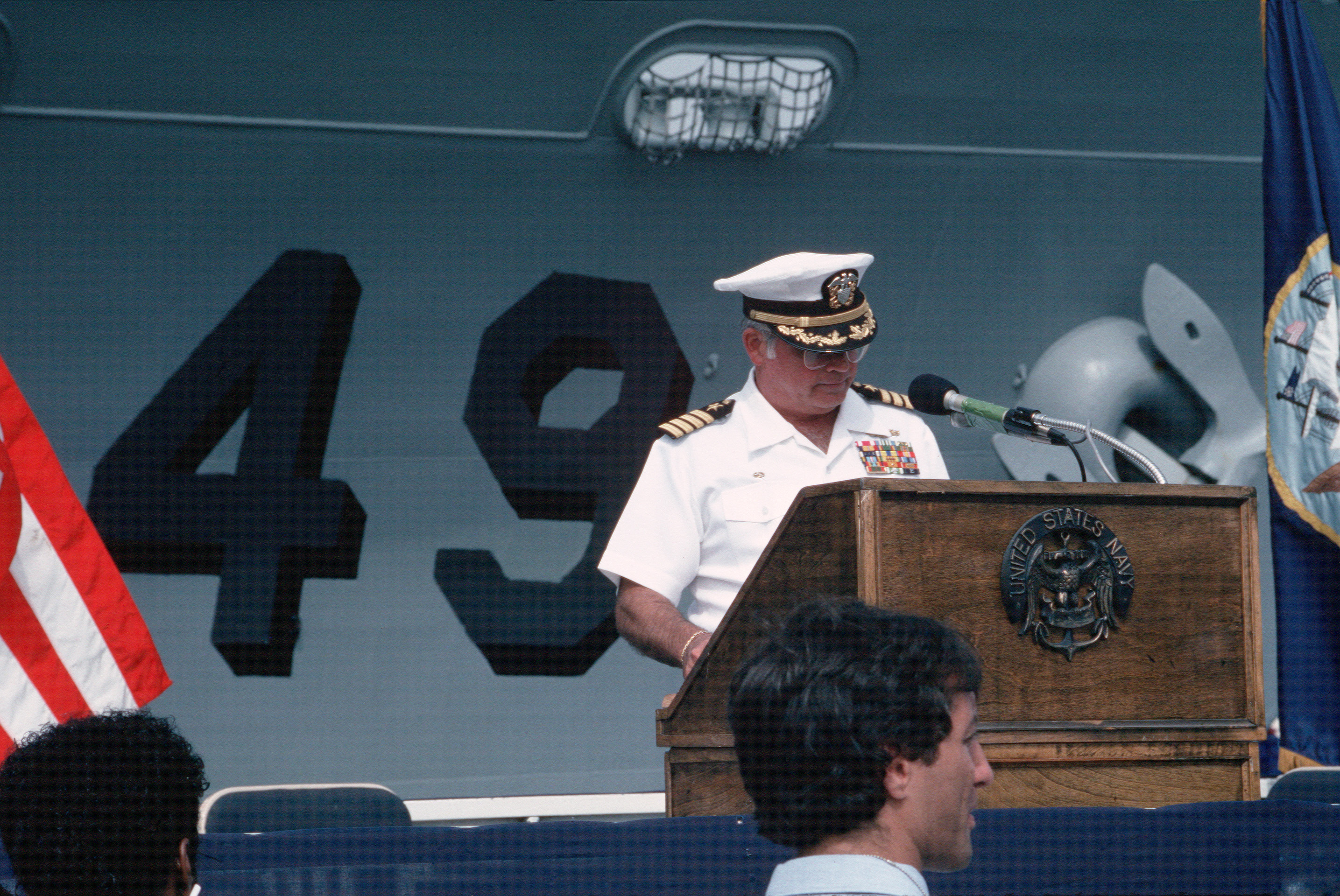